# Dmitry Loginov
Dmitry Loginov (en russe : Дмитрий Алексеевич Логинов), né le 2 février 2000 à Krasnoïarsk dans le District fédéral sibérien, est un snowboardeur russe.

## Biographie
Il a commencé à participer aux épreuves international de slalom géant en 2017 pour les championnats du monde de snowboard et 2018 aux Jeux olympiques d'hiver.
Loginov a remporté son premier titre de champion aux Championnats du monde de snowboard 2019 dans l'épreuve de slalom géant parallèle suivi par une autre médaille d'or en slalom parallèle. Âgé de 19 ans, il est devenu le plus jeune champion de snowboard.

## Palmarès

### Jeux olympiques d'hiver
- 2018 à Pyeongchang : 32e et dernier du slalom géant parallèle

### Championnats du monde
- Utah 2019 :
  -  Médaillé d'or au slalom parallèle.
  -  Médaillé d'or au slalom géant parallèle.
- Rogla 2021 :
  -  Médaillé d'or au slalom géant parallèle.
  -  Médaillé de bronze au slalom parallèle.